# Attentato del caffè Moment
L'attentato al caffè Moment fu un attentato suicida palestinese in una caffetteria nel centro di Gerusalemme, in Israele, avvenuto il 9 marzo 2002, durante la seconda intifada; 11 civili israeliani furono uccisi e 54 rimasero feriti.

## L'attentato
Il 9 marzo 2002, poco prima delle 22:30, un attentatore suicida palestinese entrò nella caffetteria "Café Moment" nel quartiere Rehavia di Gerusalemme, all'angolo tra Gaza Street e Ben-Maimon Street, situata a circa 100 metri dalla residenza del Primo ministro. A quel tempo, questo era uno dei centri di ricreazione più popolari di Gerusalemme. Alle 22:30, subito dopo essere entrato nell'edificio, l'attentatore suicida fece esplodere il potente ordigno esplosivo nascosto sotto i suoi vestiti. La forza dell'esplosione, che distrusse completamente il negozio, uccise all'istante 11 civili israeliani e ferito 54 persone, 10 delle quali gravemente.

## I responsabili
Il 17 agosto 2002 le forze di sicurezza israeliane arrestarono i membri della cellula di Hamas che avevano effettuato l'attacco. I militanti erano residenti a Gerusalemme est. Grazie al loro status di residenti permanenti in Israele, portavano con sé carte d'identità blu israeliane, che consentivano loro di lavorare in Israele e di viaggiare facilmente in Israele senza essere sospettati. Mentre le forze di sicurezza israeliane indagavano, scoprirono che i membri della cellula, indicati dai media come "la cellula di Silwan", erano responsabili di una serie di attacchi contro civili israeliani.
Nell'ottobre 2011, i membri della cellula di Silwan vennero tutti rilasciati dalla prigione nell'ambito dello scambio di prigionieri di Gilad Shalit.
Venne intentata una causa contro la Arab Bank in quanto avrebbe finanziato l'attacco.